# Dorsale del Triangolo Lariano
La Dorsale del Triangolo Lariano è un percorso escursionistico di montagna che parte da Brunate ed arriva a Bellagio attraversando le maggiori cime del Triangolo Lariano, sezioni di Prealpi Lombarde compresa tra i due rami del Lago di Como.
Brunate si può raggiungere da Como con la funicolare.

## Descrizione

### Andata
Da Brunate si segue Via della Colma, una strada sterrata che segue il lato soleggiato di alcune piccole cime fino al rifugio Bolletto, o Fabrizio, nei pressi del Monte Boletto. Dopo il rifugio la strada diventa sentiero e passa sul versante opposto verso il ramo di Como, fino ai ruderi del vecchio rifugio San Pietro. A questo punto oltrepassa il monte Bollettone sullo stesso versante con un sentiero lungo e in falsopiano che attraversa una faggeta.
Nei pressi della capanna Mara, il percorso si congiunge con la strada, che sale dall'Alpe del Viceré e prosegue linearmente sino al Palanzone passando al rifugio Palanzone, che si trova ad un terzo del percorso complessivo.
Con saliscendi poco impegnativi si prosegue su un largo sentiero fino a raggiungere la strada asfaltata nei pressi del Rifugio Stoppani, accanto al quale è stato costruito un piccolo osservatorio astronomico, all'estremità est del Pian del Tivano, proprio sopra la famosa salita ciclistica del Muro di Sormano.
Dopo pochi di metri sull'asfalto si incontra a sinistra una strada sterrata che sale all'alpe Spezzola e poi si inerpica fino all'Alpe di Terrabiotta dove si trova il passo nella catena del Monte San Primo. Siamo a circa sette ore di percorso e si vede, in basso, Bellagio, che dista tre ore.
Si scende nel Parco del San Primo, fiancheggiando degli impianti sciistici di risalita. Poco dopo l'Alpe Borgo, si attraversa il Parco in direzione ovest verso il Rifugio Martina svoltando però al termine della pineta a destra verso un cancello con indicazioni.
Qui parte il sentiero, unico pezzo non ben segnalato, che scende a Bellagio seguendo la riva sinistra della valle del Torrente Perlo. Il sentiero, lungo la valle del Perlo, si trasforma in una lunga strada semiasfaltata, in sentiero e, infine, in mulattiera selciata. Dopo circa dieci ore di effettiva marcia si arriva nei pressi della chiesa di San Giovanni a Bellagio.
Data la lunghezza è possibile suddividere il percorso con un pernottamento al Pian del Tivano al Rifugio Riella o al Rifugio Martina.

### Ritorno
Non tutte le corse dei bus passano da San Giovanni perché alcune iniziano dal deposito che si trova in un'ex cementificio a metà strada tra Bellagio e Lezzeno, meglio acquistare il biglietto a Como prima di partire o rientrare a Como in battello.